# Chrysosoma meijerei
Chrysosoma meijerei är en tvåvingeart som beskrevs av Octave Parent 1932. Chrysosoma meijerei ingår i släktet Chrysosoma och familjen styltflugor. Inga underarter finns listade i Catalogue of Life.